# Allium kingdonii
Allium kingdonii — вид рослин з родини амарилісових (Amaryllidaceae); ендемік пд.-сх. Тибету.

## Опис
Цибулина зазвичай поодинока, циліндрична, діаметром ≈ 0.6 см; оболонка тьмяна жовтувато-червона, тонко шкіряста. Листків лінійні, коротші від стеблини, 1.5–4 мм завширшки, верхівки тупі. Стеблина 10–30 см, циліндрична, вкрита листовими оболонками лише при основі. Зонтик малоквітковий. Оцвітина пурпурно-червона; сегменти вузько довгасті, 13–18 × 3–4.2 мм, верхівки тупі, внутрішні трохи довші та вужчі, ніж зовнішні.

## Поширення
Ендемік південно-східного Тибету.
Населяє чагарники, вологі місця.